# Surface Laptop 2
Surface Laptop 2是微软Surface系列的笔记本电脑，于2018年10月2日在纽约同Surface Pro 6一道发布。它是2017年6月发布的Surface Laptop的后续产品，在其外观基础上改进了硬件，也提供了一个新的颜色。
 

## 硬件
Surface Laptop 2在笔记本电脑的左侧提供三个不同的端口：一个USB-A端口，一个miniDP端口和一个耳机插孔。 设备的右侧则包含一个磁性连接端口。 Surface Laptop 2因未能提供USB-C端口和Thunderbolt 3端口而受到批评。 
Surface Laptop 2有四种颜色可供选择：黑色，铂金，勃艮第红和钴蓝色。可选的处理器为 Intel Core i5和Intel Core i7处理器。 RAM可配置为8GB或16GB，而存储容量以128GB，256GB，512GB和1TB的配置提供。 笔记本电脑没有扩展存储的选项。 

### 功能
默认操作系统是Windows 10 Home 。 显示器是一个13.5英寸2256 x 1504像素的10点触摸屏，带有前置720p高清摄像头。 笔记本电脑的重量为2.76磅（英特尔酷睿i5型号）或2.83磅（英特尔酷睿i7型号）。 

#### 声音
这台笔记本电脑有两个omnisonic扬声器、一个立体声麦克风和耳位于左侧的耳机接口。

### 电池
该笔记本电脑的续航约为14小时20分钟 ，充电时间约为3-5小时。 

## 配置[4]
| 价格（美元） | 内存  | 处理器             | 存储  | 颜色                    |
| ------------ | ----- | ------------------ | ----- | ----------------------- |
| 999.00       | 8GB   | 英特尔酷睿i5-8250U | 128GB | 铂                      |
| 1299.00      | 8GB   | 英特尔酷睿i5-8250U | 256GB | 铂金/黑色/勃艮第/钴蓝色 |
| 1599.00      | 8GB   | 英特尔酷睿i7-8650U | 256GB | 铂金/黑色/勃艮第/钴蓝色 |
| 2199.00      | 16 GB | 英特尔酷睿i7-8650U | 512GB | 铂金/黑色/勃艮第/钴蓝色 |
| 2699.00      | 16 GB | 英特尔酷睿i7-8650U | 1TB   | 铂金/黑色/勃艮第/钴蓝色 |